# Zmejovo
Zmejovo (bulgariska: Змейово) är ett distrikt i Bulgarien.   Det ligger i kommunen Obsjtina Stara Zagora och regionen Stara Zagora, i den centrala delen av landet, 190 km öster om huvudstaden Sofia.
I omgivningarna runt Zmejovo växer i huvudsak blandskog. Runt Zmejovo är det ganska tätbefolkat, med 155 invånare per kvadratkilometer.